# Tepličky
Tepličky es un municipio del distrito de Hlohovec en la región de Trnava, Eslovaquia, con una población estimada a final del año 2024 de 317 habitantes.
Se encuentra ubicado en el centro-este de la región, cerca del río Váh (cuenca hidrográfica del Danubio) y de la región de Nitra.

## Demografía
| Año        | 1994 | 2004    | 2014     | 2024    |
| ---------- | ---- | ------- | -------- | ------- |
| Población  | 265  | 275     | 310      | 317     |
| Diferencia |      | +3,77 % | +12,72 % | +2,25 % |

| Año        | 2023 | 2024    |
| ---------- | ---- | ------- |
| Población  | 318  | 317     |
| Diferencia |      | −0,31 % |